# اتحادیه ملل (کشتی حرفه‌ای)
اتحادیه ملل (به انگلیسی: The League of Nations) گروهی با شخصیت منفی در دبلیودبلیوئی بود که متشکل از قهرمان کمربند دبلیودبلیوئی سنگین‌وزن جهان شیمس، روسِف، قهرمان کمربند ایالات متحده آلبرتو دل ریو، کینگ بَرِت، لانا (منیجر روسِف)بود. این گروه در تاریخ ۲۸ آوریل ۲۰۱۶ منحل شد.
انتخاب این نام به این دلیل است که همه کشتی‌گیران گروه از کشوری بیگانه(یعنی خارج از آمریکا) هستند.
در تی‌ال‌سی سال ۲۰۱۵، هر دو عنوان‌دار گروه یعنی آلبرتو دل ریو و شیمس به ترتیب موفق به شکست جک سوئگر و رومن رینز شدند تا کمربند خود را حفظ کنند. با این حال، شب بعد در راو، شیمس در یک مسابقه مجدد مقابل رومن رینز قرار گرفت که به دستور مِستر مک‌ماهون اگر رینز می‌باخت از کمپانی اخراج می‌شد؛ رینز با اینکه مِستر مک‌ماهون و اتحادیه ملل در مسابقه دخالت کردند موفق به شکست شیمس و بازپس‌گیری کمربند دبلیودبلیوئی سنگین‌وزن جهان شد.

## در کشتی
- حرکات تمام‌کننده
  - شیمس
    - بروگ کِک(Brogue Kick) [۱][۲][۳]

  - کینگ بَرِت
    - بول‌هَمِر(Bullhammer)[۴] / [۵] [۶]

  - آلبرتو دل ریو
    - کراس‌آرم برِیکِر[۷][۸][۹][۱۰][۱۱] اغلب در حالیکه در حال چرخش است.
    - فرود با دو پا از بالای یک گوشه از رینگ روی سینه حریف که در کنج رینگ به صورت برعکس گیر افتاده[۱۲][۱۳]

  - روسِف
    - دِ اَکُلِید(The Accolade) (بعد از اینکه با لگد به پشت حریف ضربه می‌زند)[۱۴][۱۵][۱۶][۱۷]

## قهرمانی‌ها و افتخارات
- WWE
  - کمربند دبلیودبلیوئی سنگین‌وزن جهان (۱ بار) - شیمس[۱۸][۱۹]
  - کمربند دبلیودبلیوئی ایالات متحده (۱ بار، قهرمان کنونی) - آلبرتو دل ریو
  - سلطان رینگ (۲۰۱۵) – کینگ بَرِت[۲۰]